# Eau et rivières de Bretagne
Pour les articles homonymes, voir ERB.
Eau et Rivières de Bretagne (ERB et parfois simplement Eau et Rivières) (en breton : Dour ha stêriou Breizh) est une association bretonne fondée en 1969 dont l'objectif est de réfléchir et agir sur les problèmes de gestion et de protection de l'eau et des milieux naturels de la source à la mer.

## Historique
En 1968, la SEPNB, publie dans sa revue Penn Ar Bed un numéro spécial sur le saumon qui suscite de nombreuses réactions.
L'association est fondée en 1969 par des naturalistes et des pêcheurs inquiets de la disparition du saumon des rivières de Bretagne sous le nom Association pour la protection et la promotion des salmonidés en Bretagne (APPSB). Jean-Claude Pierre en est le premier président et Pierre Phélipot le premier secrétaire général.
En 1983, l'association change de nom pour prendre son nom actuel : Eau et Rivières de Bretagne. Elle compte à cette époque 1 500 adhérents et quatre permanents, ce qui en fait l'une des associations de protection de l'environnement les plus importantes en Bretagne.

## Présentation
L'association est agréée par l’État pour la protection de l'environnement en 1998, pour l'information des consommateurs en 2007 et pour l'éducation nationale et populaire en 2007. Elle est membre de France Nature Environnement.
Elle publie le magazine Eau & Rivières (trimestriel) et des guides techniques à l'usage des collectivités territoriales.
En février 2007, les locaux de l'association à Brest sont saccagés, vraisemblablement par des agriculteurs, à la suite de la décision du préfet de réduire les quantités d'azote, qui contribuent à la mauvaise qualité en nitrates de eaux bretonnes.

## Actions

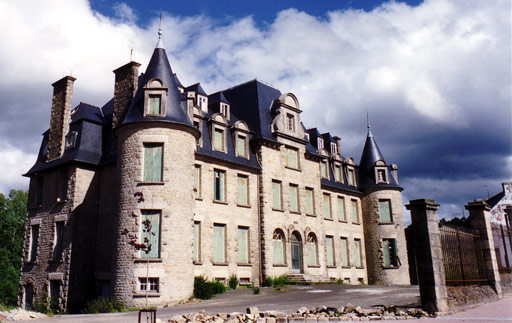
Château Mond - Centre rivière à Belle-Isle-en-Terre

### Sensibilisation
L'association veille à la sensibilisation du public par ses actions pédagogiques via notamment son centre régional d'initiation à la rivière, basé à Belle-Isle-en-Terre ou à partir de ses délégations départementales. Elle mène également des actions en lien avec des établissements scolaires,.
À l'été 2023, elle lance un site Internet, https://www.labelleplage.fr/, proposant un classement alternatif des eaux de baignade, afin d'informer sur le niveau de pollution des plages. Ce classement intervient à la suite des révélations de l'association quant à l'inexactitude des chiffres fournis par l'ARS Bretagne.
Elle participe à la mise en œuvre des politiques publiques dans les bassins versants, par exemple en participant aux enquêtes publiques pour les SAGE,.
Elle prend part à des manifestations scientifiques et organise des colloques,.

### Mobilisations
Eau et rivières de Bretagne participe et organise des mobilisations citoyennes. C'est notamment le cas pour défendre les zones humides du Projet d'aéroport du Grand Ouest à Notre-Dame-des-Landes, ou des rassemblements contre les marées vertes, comme à Fouesnant en septembre 2011.

### Actions juridiques
L'organisation cherche à faire respecter et améliorer la réglementation sur la qualité de l'eau et des milieux aquatiques.
Fin 2013, ce sont 659 décisions administratives ou judiciaires engagées, gagnées dans 8 cas sur 10 .
Elle a ainsi fait condamner la France devant la Cour de justice européenne pour l'altération des eaux brutes potabilisées,, l'entreprise Monsanto pour publicité mensongère,,, une filiale de l'entreprise Lactalis pour la pollution de la Seiche, en août 2020, l'association porte plainte contre l'État car elle estime que la France détourne la Directive concernant la gestion de la qualité des eaux de baignade.
À propos des marées vertes sur les côtes bretonnes, en 2023, le tribunal administratif de Rennes a fixé un délai de quatre mois à l’État pour renforcer la lutte contre les algues vertes en Bretagne, dans une décision rendue mardi 18 juillet 2023. L’État devra agir « par l’adoption de mesures d’application immédiate, contrôlées dans leur exécution, de limitation de la fertilisation azotée et de gestion adaptée des terres agricoles ». C'est l’association Eau et rivières de Bretagne, qui avait saisi le tribunal.

### Prises de position
Eau et rivières de Bretagne s'est opposé à un projet de ferme salmonicole à Plouisy en 2021 et dénonce régulièrement les marées vertes touchant le littoral breton. Elle a pris position contre l'extension de la carrière de Glomel et a décidé d'engager une action juridique en octobre 2024.

Une critique du productivisme agricole est mise en avant par l'association, en raison de ses conséquences sur l'environnement et la qualité des eaux,. 

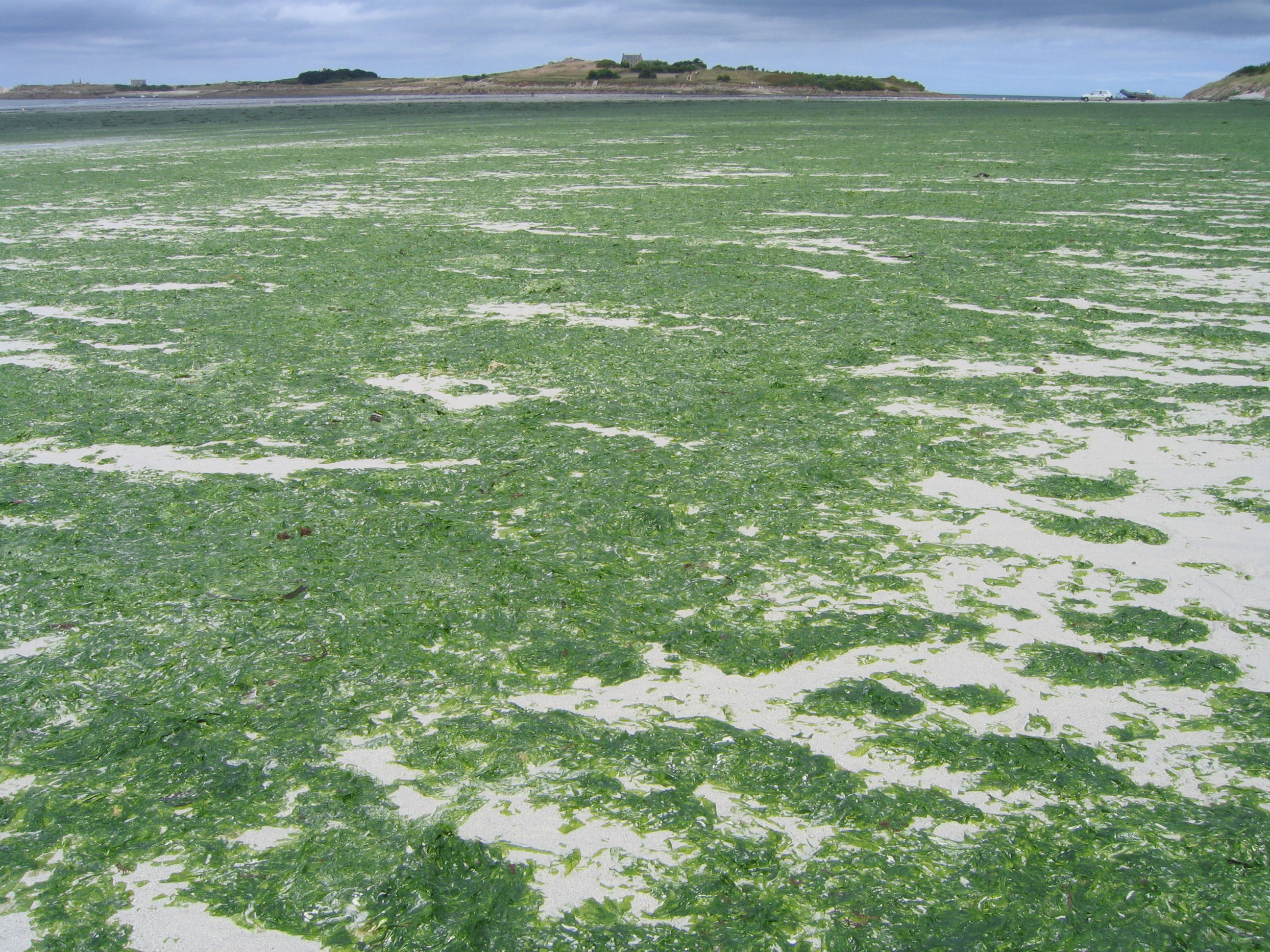
Marée verte faisant suite à une prolifération dUlva Armoricana, dans le nord-Finistère

### Sources
- Philippe Ladame, « Une victoire d’Eau et Rivières de Bretagne », sur citron-vert.info, 13 août 2009 (consulté le 2 mai 2013)
- Thierry Creux, « Une grande fête autour de l'eau à Gestel », Ouest-France,‎ 9 octobre 2009 (ISSN 0999-2138, lire en ligne)
- « Les 40 ans d'Eau et Rivières de Bretagne », sur agencebretagnepresse.com, Agence Bretagne Presse, 14 octobre 2009 (consulté le 2 mai 2013)
- « Les économies d'eau sillonnent la Bretagne (Belle-Isle-en-Terre) », Ouest-France,‎ 19 février 2012 (ISSN 0999-2138, lire en ligne)
- Marc Le Duc, « Pour Eau et Rivières de Bretagne, un avis manque dans le dossier (Pays de Loire) », Ouest-France,‎ 13 décembre 2012 (ISSN 0999-2138, lire en ligne)
- « Tribunal administratif : un plan d'épandage à revoir (Landaul) », Ouest-France,‎ 30 janvier 2013 (ISSN 0999-2138, lire en ligne)
- Céline Lebreton, « Algues vertes : les préfets rappelés à l'ordre (Bretagne) », Ouest-France,‎ 3 avril 2013 (ISSN 0999-2138, lire en ligne)

### Vidéo
- « Les 40 ans de Eau et Rivières de Bretagne », sur www.dailymotion.com, 10 octobre 2009 (consulté le 2 mai 2013) [vidéo]